# Familienfest und andere Schwierigkeiten
Familienfest und andere Schwierigkeiten (englischer Originaltitel: Home for the Holidays) ist ein US-amerikanischer Film aus dem Jahr 1995. Jodie Foster war Regisseurin und Produzentin; das ausführende Unternehmen Egg Pictures war von ihr gegründet worden.

## Handlung
Claudia Larson, eine alleinerziehende Mutter, arbeitet als Kunstrestauratorin in Chicago. Sie wird von ihrem Chef entlassen und küsst ihn in ihrer Verwirrung; kurz danach erfährt sie von ihrer jugendlichen Tochter Kitt, dass diese zum ersten Mal mit ihrem Freund schlafen will.
In diesem Gemütszustand fährt Claudia in ihre Heimatstadt zum Thanksgiving. Dort wird sie den Marotten und kleinen Gemeinheiten ihrer Verwandtschaft ausgesetzt. Einzige Stütze ist ihr jüngerer Bruder Tommy, der sie über eine eventuelle Krise mit seinem Lebenspartner im Unklaren lässt und mit einem anderen Freund, Leo, angereist ist.
Bei dem festlichen Essen kommt es zum Eklat, und ihre Schwester Joanne, die sich nach einem Streit beleidigt fühlt, verlässt mit ihrer Familie überstürzt das elterliche Haus. Claudia besucht ihre Schwester später, um sich zu versöhnen. Schließlich sagt sie, dass sie einander nicht mögen müssten, da sie ja nur miteinander verwandt seien und geht.
Während der turbulenten Ereignisse sind sich Claudia und Leo nähergekommen. Leo, den Tommy zunächst nur als seinen Begleiter vorgestellt hat, ist nicht, wie von Claudia vermutet, sein neuer Lebenspartner, sondern sein Geschäftspartner. Nach einem kurzen leidenschaftlichen Intermezzo entscheidet sich Claudia gegen Leo. Am nächsten Morgen fahren Tommy und Leo gemeinsam zu einem Geschäftspartner, und Claudia wird von ihren Eltern zum Flughafen gebracht. Während sie im Flugzeug auf den Abflug wartet, setzt sich Leo neben sie und die beiden unterhalten sich. Möglicherweise werden sie es doch auf einen Versuch ankommen lassen.
Die Erlebnisse stärken Claudia, die mit neuem Mut eine neue Arbeit suchen will.

## Kritiken
Roger Ebert schrieb in der Chicago Sun-Times vom 3. November 1995, der Film sei weder eine reine Komödie noch ein Filmdrama, sondern etwas von beidem. Er lobte die Regie von Jodie Foster, die ein Auge für Details habe. Ebert lobte außerdem die Darstellung von Holly Hunter, die im Film eine „menschliche“ und „dreidimensionale“ Rolle habe; er verglich ihre Leinwandpräsenz mit der von Foster.
Die Zeitschrift Cinema schrieb, der Film beschreibe „eine total fürchterliche Familie zum Gernhaben“.

## Auszeichnungen
Der Film wurde für die Filmpreise GLAAD Media Awards und Young Artist Award (für Claire Danes) nominiert.